# Cymbovula
Genre
Synonymes
- Cymbula Cate, 1973[1]

Cymbovula est un genre de mollusques gastéropodes de la famille des Ovulidae. 

## Liste d'espèces
Selon World Register of Marine Species (1 octobre 2017) :
- Cymbovula acicularis (Lamarck, 1811)
- Cymbovula bebae Fernandes & Rolán, 1995